# Danieska Carrión
Danieska Carrión (9 de junio de 1980) es una deportista cubana que compitió en judo.
Ganó dos medallas de bronce en el Campeonato Mundial de Judo, en los años 2001 y 2003, y una medalla de bronce en el Campeonato Panamericano de Judo de 2001. En los Juegos Panamericanos de 2003 consiguió una medalla de oro.

## Palmarés internacional
| Campeonato Mundial      | Campeonato Mundial              | Campeonato Mundial | Campeonato Mundial |
| Año                     | Lugar                           | Medalla            | Categoría          |
| ----------------------- | ------------------------------- | ------------------ | ------------------ |
| 2001                    | Múnich (Alemania)               | Medalla de bronce  | –48 kg             |
| 2003                    | Osaka (Japón)                   | Medalla de bronce  | –48 kg             |
| Juegos Panamericanos    |                                 |                    |                    |
| Año                     | Lugar                           | Medalla            | Categoría          |
| 2003                    | Santo Domingo (Rep. Dominicana) | Medalla de oro     | –48 kg             |
| Campeonato Panamericano |                                 |                    |                    |
| Año                     | Lugar                           | Medalla            | Categoría          |
| 2001                    | Córdoba (Argentina)             | Medalla de bronce  | –48 kg             |